# Aedes leucomelas
Aedes leucomelas (Synonym Ochlerotatus leucomelas) ist ein Zweiflügler aus der Familie der Stechmücken (Culicidae). Innerhalb der Sammelgattung Aedes gehört Aedes leucomelas zur Untergattung Ochlerotatus.

## Merkmale
Die Stechmücken sind fünf bis sechs Millimeter lang. Die Seiten des Thorax sind stark beschuppt, ebenso ist der Stechrüssel hell beschuppt. Das Mesonotum hat mittig goldglänzende, beige Schuppen. Die Beine sind ungeringelt, die Tergite sind breit gebändert. Wie bei vielen anderen Ochlerotatus-Arten haben die Männchen stark gefiederte Fühler und lang behaarte distale Palpenglieder.

## Vorkommen und Lebensweise
Die Tiere sind in ganz Europa verbreitet. Sie besiedeln offene Wiesen und Waldränder. Sie fliegen im Frühjahr.

## Systematik
Aedes leucomelas gehört innerhalb der Gattung Aedes zur Untergattung Ochlerotatus. Ochlerotatus wurde im Jahr 2000 von John F. Reinert als eigene Gattung aus der Gattung Aedes herausgelöst, aber 2015 von anderen Autoren wieder mit dieser vereinigt. Die Gruppe der Stechmücken, die zuvor der Gattung Ochlerotatus angehört hatten, wird nun in die gleichnamige Untergattung gestellt.